# Pasites barkeri
Pasites barkeri är en biart som först beskrevs av Cockerell 1919.  Pasites barkeri ingår i släktet Pasites och familjen långtungebin. Inga underarter finns listade i Catalogue of Life.